# 경주 남간사지 당간지주
경주 남간사지 당간지주(慶州 南澗寺址 幢竿支柱)는 대한민국 경상북도 경주시 탑동 남간사지에 있는 당간지주이다. 1987년 3월 9일 대한민국의 보물 제909호로 지정되었다.

## 특징
절에서는 행사나 의식이 있을 때 사찰 입구에 당(幢)이라는 깃발을 달아두는데, 이 깃발을 매달아두는 길쭉한 장대를 당간(幢竿)이라 하며, 당간의 좌우에 세워 단단히 지탱해 주는 두 돌기둥을 당간지주라고 한다. 드물게 당간이 남아 있으나 대개는 두 지주만 남아 있다. 
이 당간지주는 남간사의 옛터에서 약 500m 떨어진 논 가운데에 세워져 있다. 논을 경작하면서 지주의 아래부분이 약 50cm정도 드러나 있으며, 바닥돌은 없어진 상태이다. 기단부가 없어서 기단 위에 당간을 세우던 받침돌도 찾아볼 수 없다. 지주 안쪽 면에 당간을 고정시키기 위한 구멍을 세 군데에 뚫어 놓았는데, 특히 꼭대기에 있는 것은 십(十)자 모양으로 되어 있어 다른 곳에서 찾아볼 수 없는 특이한 형태이다.
특별한 장식이 없는 소박하고 간단한 형태의 당간지주로, 보존된 상태도 양호한 통일신라 중기의 작품이다.

## 사진

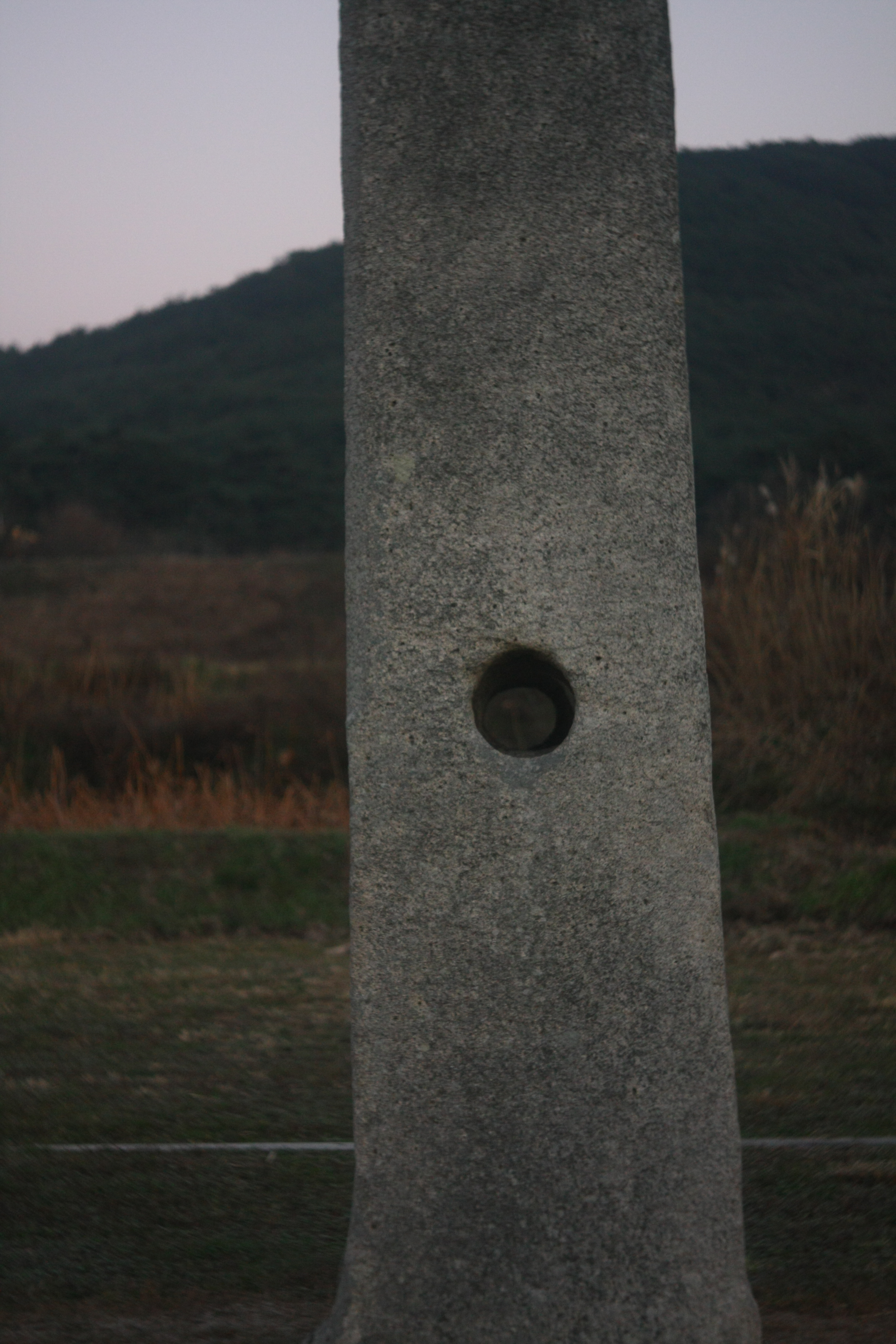
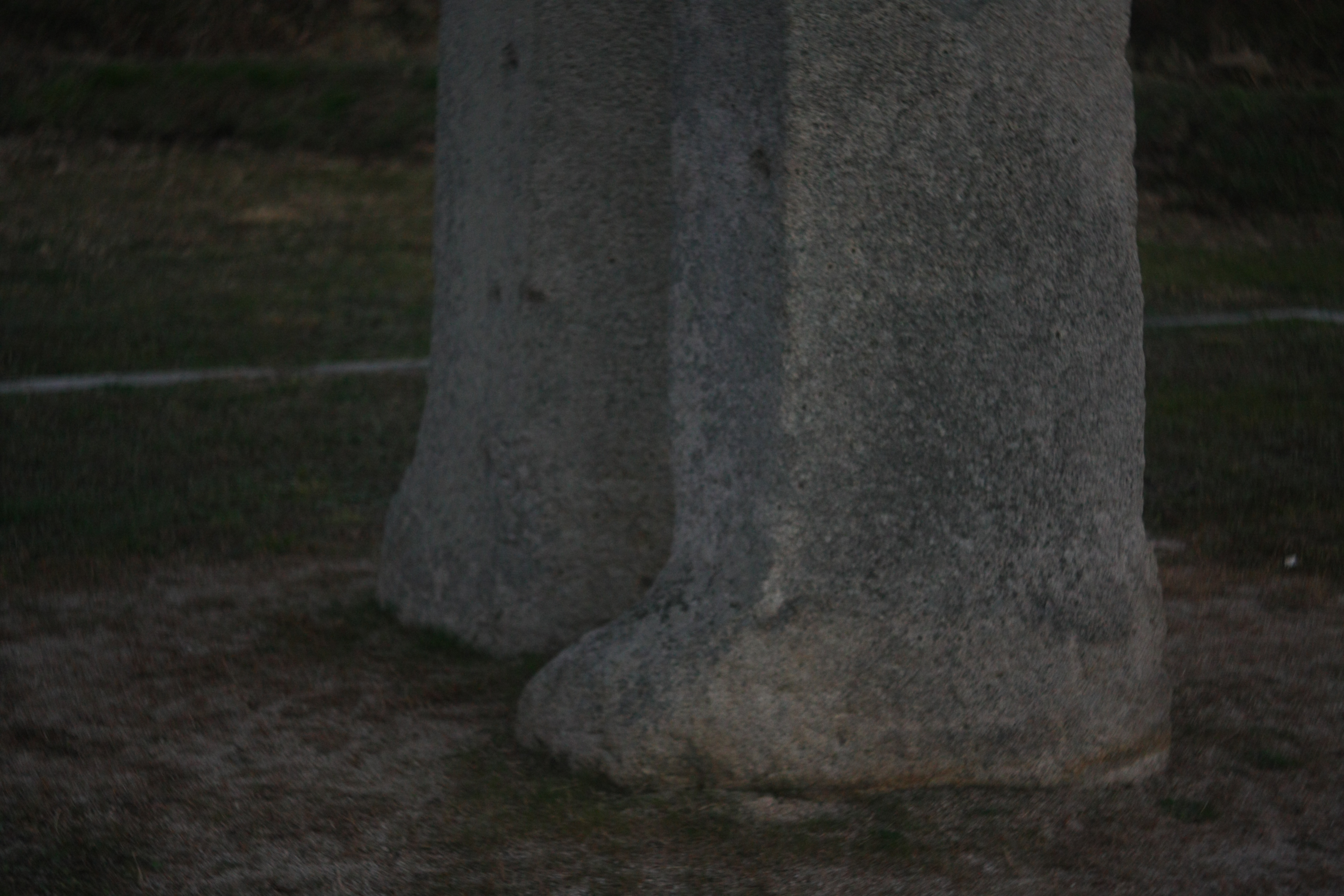
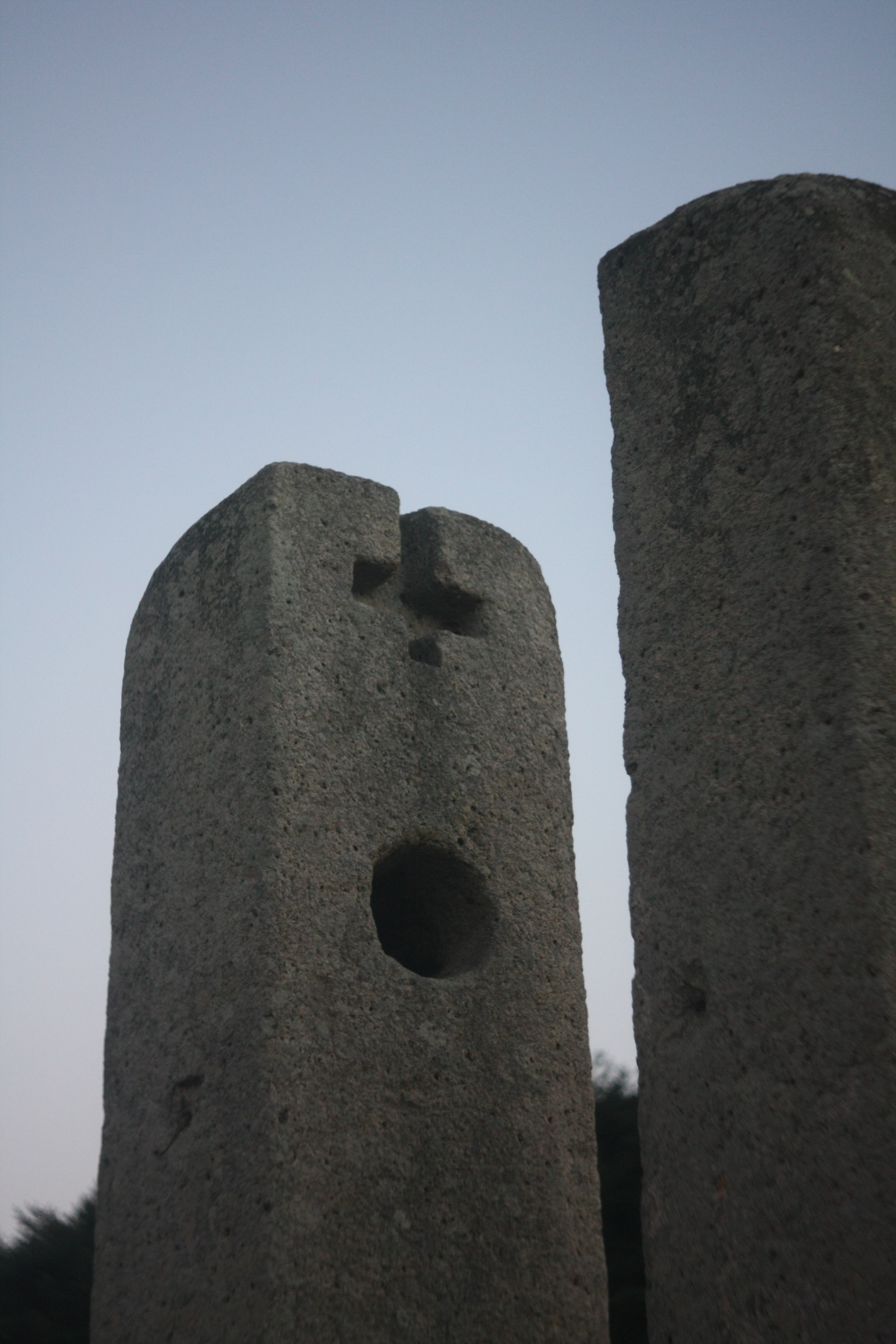
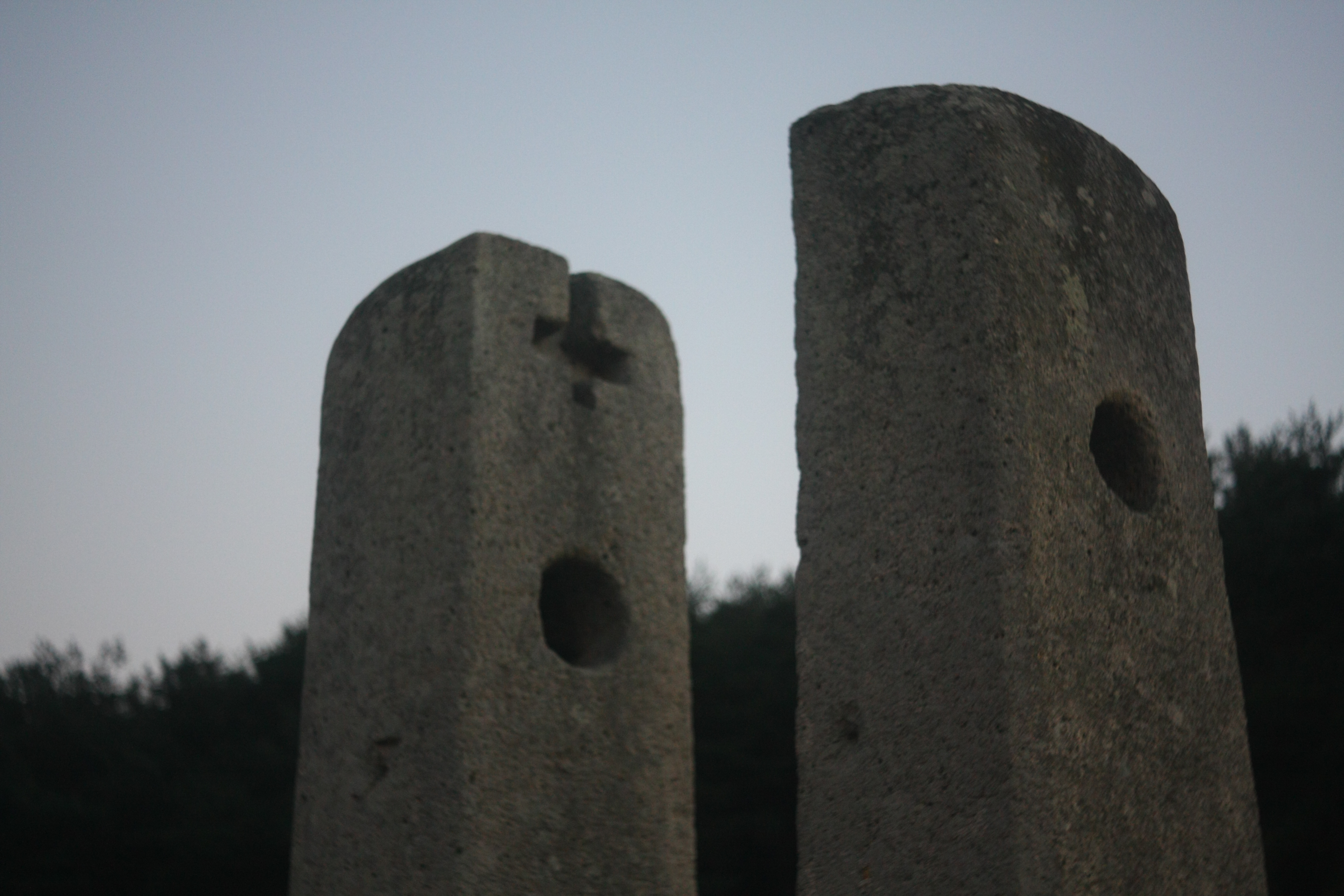

## 같이 보기
- 경주 남간사지

## 참고 자료
- 경주 남간사지 당간지주 - 국가유산청 국가유산포털
- 이 문서에는 다음커뮤니케이션(현 카카오)에서 GFDL 또는 CC-SA 라이선스로 배포한 글로벌 세계대백과사전의 내용을 기초로 작성된 글이 포함되어 있습니다.